# Fiebre del diamante

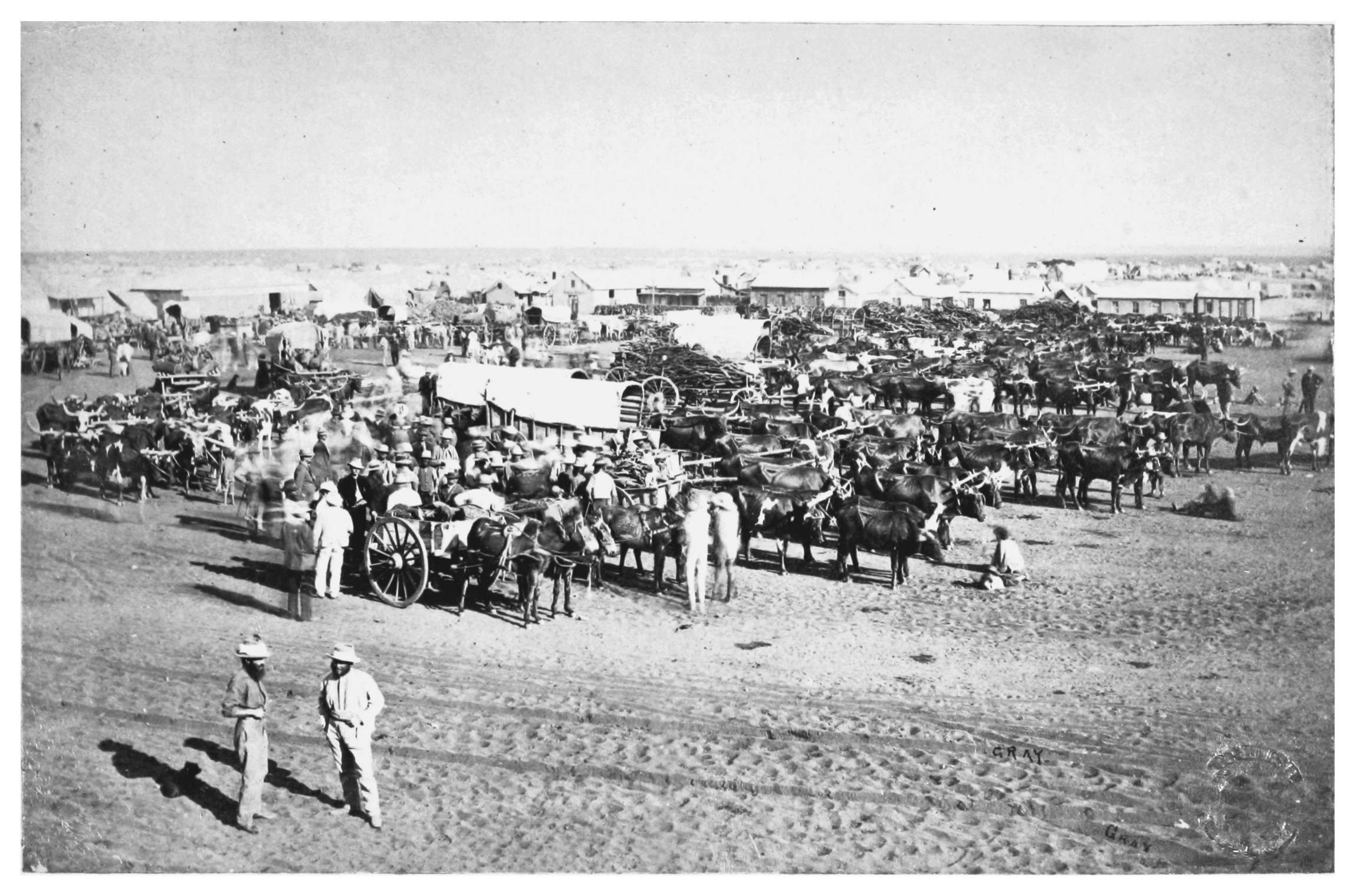
El mercado Nueva Fiebre, Kimberley, Sudáfrica, 1873

Una fiebre del diamante es un período de migración febril de trabajadores a un área que ha tenido un descubrimiento de diamantes.  A finales del siglo XIX y principios del XX se produjeron varias grandes fiebres de diamantes en Sudáfrica y el África del Sudoeste.

## Fiebre del diamante por cronología
- En 1871, el descubrimiento de un diamante de 83.50 quilates (16.7 g) en las laderas de Colesberg Kopje en la granja Vooruitzigt en Sudáfrica llevó a la fundación de la mina Kimberley y, finalmente, a la ciudad de Kimberley. Esta fiebre del diamante se denominó la "Nueva Fiebre".[1]
- En 1908, el descubrimiento de un diamante cerca de la estación de Grasplatz en el África del Sudoeste Alemana provocó una fiebre de diamantes que desarrolló la ciudad de Lüderitz y creó varios asentamientos mineros que hoy son despoblados.[2]
- En la década de 1990, Charles E. Fipke descubrió varias anomalías electromagnéticas de heliborne en el dominio de la frecuencia alrededor de Lac de Gras, un lago en los Territorios del Noroeste de Canadá. Se establecieron varias minas, lo que condujo a la fiebre del diamante de Canadá.[3][4]